# Hemileiocassis panjang
Hemileiocassis panjang es una especie de pez actinopeterigio de agua dulce, la única del género monotípico Hemileiocassis de la familia de los bágridos.

## Morfología
Con el cuerpo alargado con once aletas anales ramificadas, se caracteriza por tener tener una espina en la aleta dorsal de tipo aserrado, con hocico prominente de dientes molariformes. La longitud máxima descrita fue de 13,9 cm.

## Distribución y hábitat
Se encuentran en ríos de algunas islas de Indonesia, descubierto por primera vez en Java. Es una especie de pez de agua dulce de clima tropical y hábitat tipo bentopelágico.